# Makowiska (wieś w powiecie bydgoskim)
Makowiska (niem. Steindorf) – wieś w Polsce, położona w województwie kujawsko-pomorskim, w powiecie bydgoskim, w gminie Solec Kujawski.

## Podział administracyjny
W latach 1975–1998 miejscowość położona była w województwie bydgoskim.

## Położenie
Makowiska to wieś usytuowana po południowej stronie Wisły. Od zachodu graniczy z Bydgoszczą (osiedle Łęgnowo Wieś), od wschodu z Solcem Kujawskim, od północy poprzez linię kolejową nr 18 Bydgoszcz-Toruń z Otorowem, zaś od południa poprzez drogę wojewódzką oraz krajową nr 10 z Puszczą Bydgoską.
Pod względem fizyczno-geograficznym Makowiska leżą w obrębie Pradoliny Toruńsko-Eberswaldzkiej w mezoregionie Kotlina Toruńska i mikroregionie Dolina Łęgnowska. W części północnej znajdują się dawne tereny zalewowe o żyznych glebach, odseparowane od rzeki wałem przeciwpowodziowym. Na południu występuje piaszczysta Terasa Solecka, porośnięta Puszczą Bydgoską. W zachodniej części Makowisk znajduje się duża wydma śródlądowa porośnięta borem sosnowym, a u jej podnóża kilkanaście rybnych stawów hodowlanych.

## Charakterystyka
Makowiska mają charakter wsi podmiejskiej, położonej przy wschodniej granicy Bydgoszczy. Wieś przecina droga wojewódzka nr 394 z Bydgoszczy (Wypalenisk) do Solca Kujawskiego (Otorowa-Młyn). Na terenie wsi znajdują się przedsiębiorstwa przemysłu spożywczego m.in. Drobex-Pasz Sp. z o.o. oraz rozległe stawy hodowlane.

## Historia
Istniejące wzdłuż rzeki Wisły tereny zalewowe z żyznymi madami były od czasów prehistorycznych atrakcyjne dla osadnictwa i wykorzystania rolniczego. W 1604 roku Makowiska były jedną z pierwszych wsi, jaka otrzymała kontrakt olęderski z rąk starosty bydgoskiego Macieja Smoguleckiego. Osadnictwo olęderskie w dolinie Wisły, a w późniejszym okresie także na innych terenach było popierane przez urzędników królewskich, gdyż sprzyjało zagospodarowaniu niewykorzystanych dotychczas, urodzajnych terenów nadrzecznych oraz kreowało nowe dochody.
Makowiska, podobnie jak sąsiednie Łęgnowo i Otorowo były stosunkowo znacznie uposażone w ziemię oraz należały do najludniejszych wsi starostwa bydgoskiego. W czasie potopu szwedzkiego wieś została bardzo zniszczona. Nie odbudowano jej jeszcze w 1664 roku.
Tuż przed wojną północną mieszkało w Makowiskach 15 rodzin chłopskich, które płaciły czynsz na rzecz starostwa bydgoskiego. Katastrofę gospodarczą, podobnie jak dla wszystkich wsi w rejonie Bydgoszczy przyniosły grabieże i gwałty dokonane przez stacjonujące tu w okresie 1703-1719 wojska szwedzkie, saskie, polskie, austriackie i rosyjskie. Należy jednak zaznaczyć, że Makowiska były jedną z nielicznych wsi starościńskich, która nie została całkowicie opuszczona w tym okresie. Jedynie część ludności wiejskiej pod wpływem ciężarów spowodowanych wojną ratowała się ucieczką, bądź też pozostała na miejscu, ale była tak zrujnowana, że nie mogła płacić podatków. W 1705 roku wieś musiała zapłacić 560 tynfów ustawowej hiberny rotmistrzowi chorągwi wołoskiej, który potem zabrał także inwentarz i zapasy. Jednak największe szkody ze strony wojska poniesiono w 1708 oraz w 1709 roku. Skarga z 1709 r. donosi:

"wieś Makowiska niemałe od tychże JMP deputatów poniosła szkody, bo ciż Ichmoście, nie mogąc w jednym tygodniu hyberny z tej wsi wybrać, gdzie kogo złapali, bili, męczyli. A naprzód Marcina Meystra – gbura z tej wsi w boru znalezionego związali i do domu przyprowadzonego męczyli, bili i u balki wiązali i wieszali. Krystiana Langa żonę ciężarną męczyli, bili, krwawili, palce w kurki wkręcali, głowę kneblowali tak dalece, że jej krew z oczu, nosa i gęby ciekła. Marcina Papkę wyprowadziwszy przed dom, jeden na kark nogą nastąpiwszy, a drudzy kijów wziąwszy, do upodobania bili. Podobnym sposobem Jakuba Hizę bili, męczyli jako i Papkę, który dla tego bicia wkrótce potem umarł"

Wizja z 1712 roku podaje:

"we wsi Makowiskach olenderskiej jest gospodarzów 4, ale z nich żaden ani koni, ani wołów, ani krów, ani żadnego dobytku nie ma, ani żaden z nich roli nie siał na zimę. W tej wsi beło gospodarzów 14, po których chałupy jedne spostoszały, drugie pusto stoją"

.
W 1712 roku mieszkały tu jeszcze 4 rodziny, w 1713 – 3, a w 1717 – tylko jedna rodzina Andrzeja Rossenfelda, mieszkająca przy młynie Otorowskim. Odbudowa gospodarcza wsi następowała od około 1720 roku. W 1734 r. wójt bydgoski wydał kontrakt na zasiedlenie wsi ważny na 50 lat. W 1744 roku na 9 włókach mieszkało tu 15 rodzin o polskich (Reziński) i holendersko, brzmiących nazwiskach (Eggert, Gize, Baumeister, Fandrey, Werner, Rosenfeld itd.) Osadnicy obowiązani byli płacić podatki na rzecz wójta-starosty (czynsz, wgajne, pogłówne, hiberna, młynowe) oraz wykonywać pewne prace na rzecz dworu, za które otrzymywali ściśle określone ilości piwa z browaru starościńskiego, szykowane w miejscowej karczmie.
Wedle inwentarzu wójtostwa i starostwa bydgoskiego z 1753 roku wieś posiadała 9 włók i 15 gospodarzy, którzy oprócz płacenia podatków „piwo i gorzałkę na swoje potrzeby z zamku lub karczmy zamkowej brać powinni, drzewo do budowy wozić i do młynów bydgoskich mleć jeździć są obowiązani”. Tuż przed I rozbiorem Polski w 1766 r. w Makowiskach mieszkało 16 gospodarzy na 9 włókach. We wsi mieszkał również karczmarz. Gospodarze byli zwolnieni z prac na rzecz dworu, a w razie zalewu pól przez Wisłę, mogli wypasać bydło w lasach wójtowskich.
Spis miejscowości rejencji bydgoskiej z 1833 r. podaje, że we wsi Makowiska (niem. Steindorf) mieszkało 136 osób (wszyscy ewangelicy) w 23 domach. Według opisu Jana Nepomucena Bobrowicza z 1846 r. wieś należała do rządowej domeny bydgoskiej. Kolejny spis z 1860 r. podaje, że we wsi mieszkało 154 osób (153 ewangelików, 1 katolik) w 22 domach. W pobliżu znajdował się również niewielki majątek Susen (właściciel Sporleder), gdzie mieszkało 10 ewangelików. Dzieci z Makowisk uczęszczały do szkoły w Otorowie. Miejscowość należała do parafii katolickiej i ewangelickiej w Bydgoszczy. W XIX wieku w Makowiskach mieszkali głównie Niemcy, wyznania ewangelicko-unijnego, dla których w 1911 roku na granicy wsi Otorowo i Łęgnowo wzniesiono zbór ewangelicki, sfinansowany przez rząd pruski.
W 1941 r. miejscowość liczyła 138 mieszkańców
Po II wojnie światowej w Makowiskach urządzono duży kompleks stawów hodowlanych.
W 2022 ukończono we wsi budowę charakterystycznego budynku mieszkalnego w kształcie imbryka.

## Statystyka
Poniżej podano wybrane informacje statystyczne dotyczące wsi Makowiska na podstawie Banku Danych Lokalnych GUS.
Narodowy Spis Powszechny 2002 wykazał, że we wsi Makowiska mieszkało 130 osób w 39 gospodarstwach domowych. 27% populacji posiadało wykształcenie wyższe lub średnie. We wsi znajdowało się 22 budynków ze 26 mieszkaniami, z których prawie połowa posiadała 5 izb lub więcej. 38% mieszkań pochodziło sprzed 1945 roku, zaś 19% wzniesiono w latach 1989-2002.
Narodowy Spis Powszechny 2011 odnotował 157 mieszkańców Makowisk. W 2013 r. działalność gospodarczą prowadziło 8 podmiotów, w tym 5 osób fizycznych i 2 spółki handlowe. Przeważały mikroprzedsiębiorstwa (0-9 osób), przy czym 3 przedsiębiorstwa zatrudniały powyżej 10 osób.
W latach 2008-2013 oddano do użytku tylko 2 mieszkania, co stanowiło 12% nowych mieszkań wzniesionych w tym czasie na obszarze wiejskim całej gminy Solec Kujawski.